# Bezirk Vorderrhein
Der Bezirk Vorderrhein war bis 2000 eine Verwaltungseinheit des Kantons Graubünden in der Schweiz. Er wurde auf den 1. Januar 2001 mit dem Bezirk Glenner und den Gemeinden Safien und Tenna des Kreis Safien des Bezirks Heinzenberg zum Bezirk Surselva vereinigt.

## Die Gemeinden des ehemaligen Bezirks Vorderrhein
| Wappen          | Gemeindename    | PLZ        | Einwohner (31. Dezember 2023) | Fläche in km² | Einwohner pro km² | Kreis    |
| --------------- | --------------- | ---------- | ----------------------------- | ------------- | ----------------- | -------- |
| Breil/Brigels   | Breil/Brigels   | 7165       | 1187                          | 50,94         | 23                | Disentis |
| Disentis/Mustér | Disentis/Mustér | 7180       | 2080                          | 90,99         | 23                | Disentis |
| Medel (Lucmagn) | Medel (Lucmagn) | 7184, 7185 | 328                           | 136,22        | 2                 | Disentis |
| Schlans         | Schlans         | 7168       | 92                            | 8,80          | 10                | Disentis |
| Sumvitg         | Sumvitg         | 7175       | 1079                          | 101,88        | 11                | Disentis |
| Trun            | Trun            | 7166       | 1322                          | 43,05         | 31                | Disentis |
| Tujetsch        | Tujetsch        | 7187–7189  | 1171                          | 133,91        | 9                 | Disentis |
| Total (7)       | Total (7)       | Total (7)  | 8881                          | 520,56        | 17                |          |

## Veränderungen im Gemeindebestand

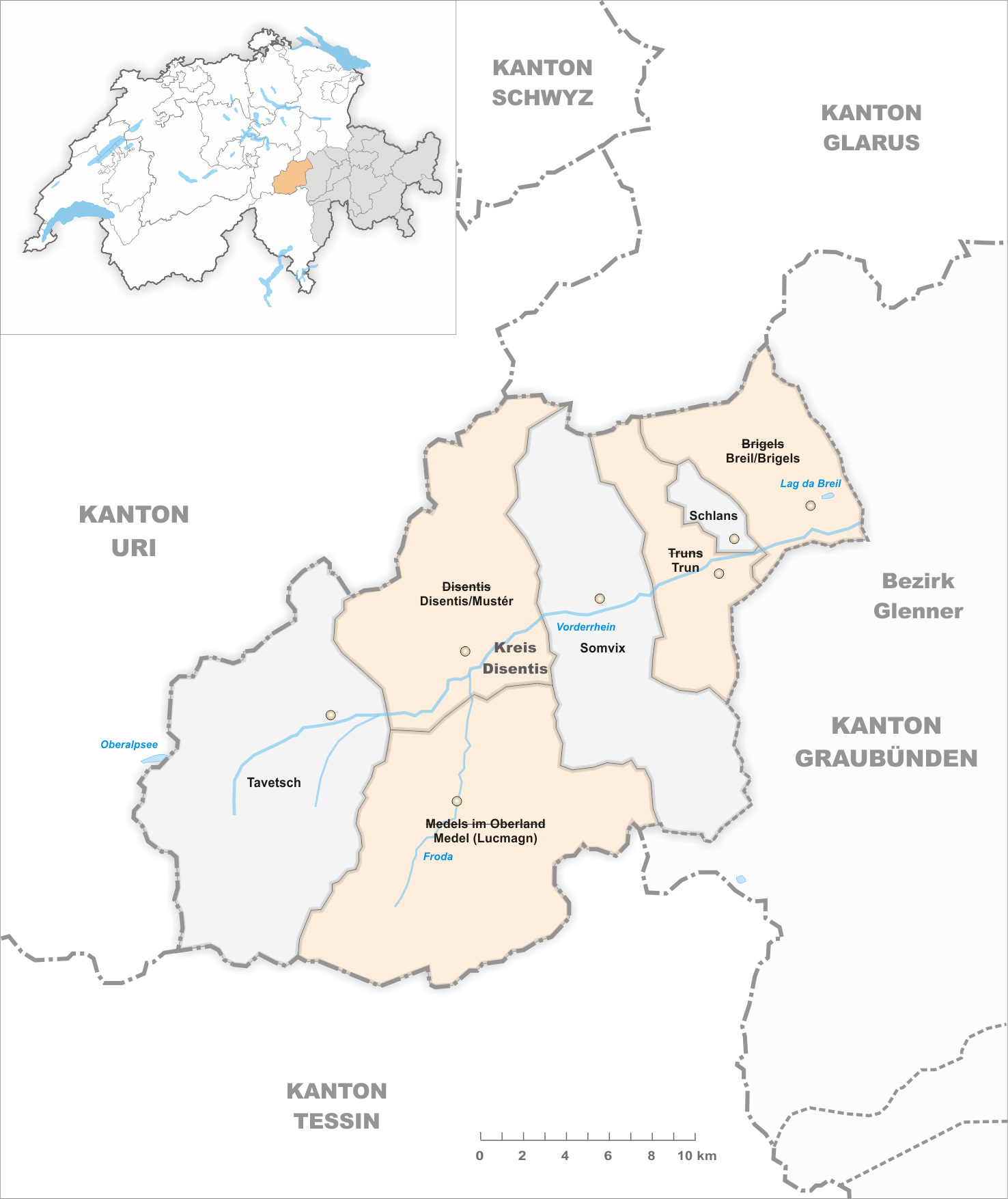
Gemeinden bis 1942
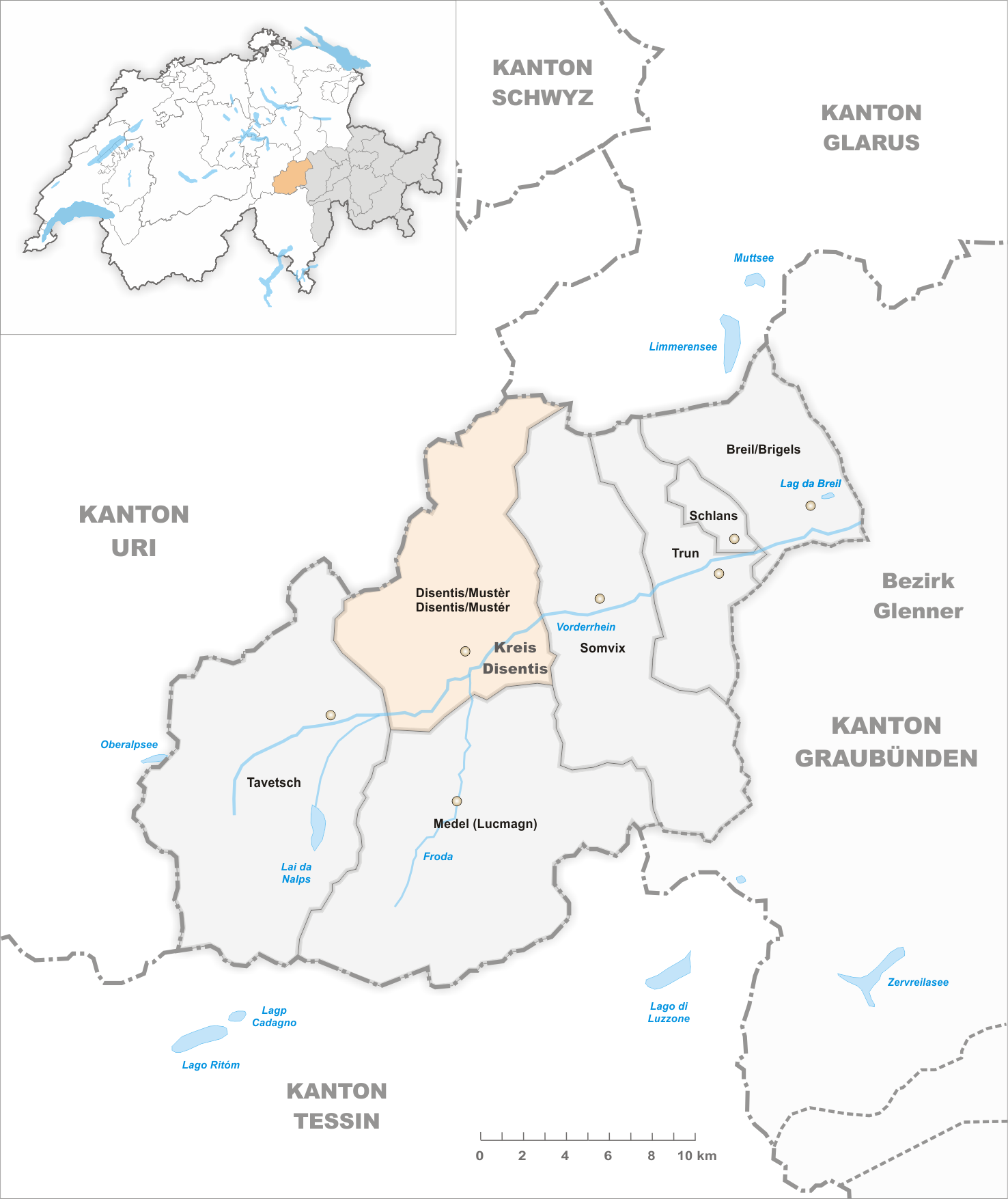
Gemeinden bis 1962
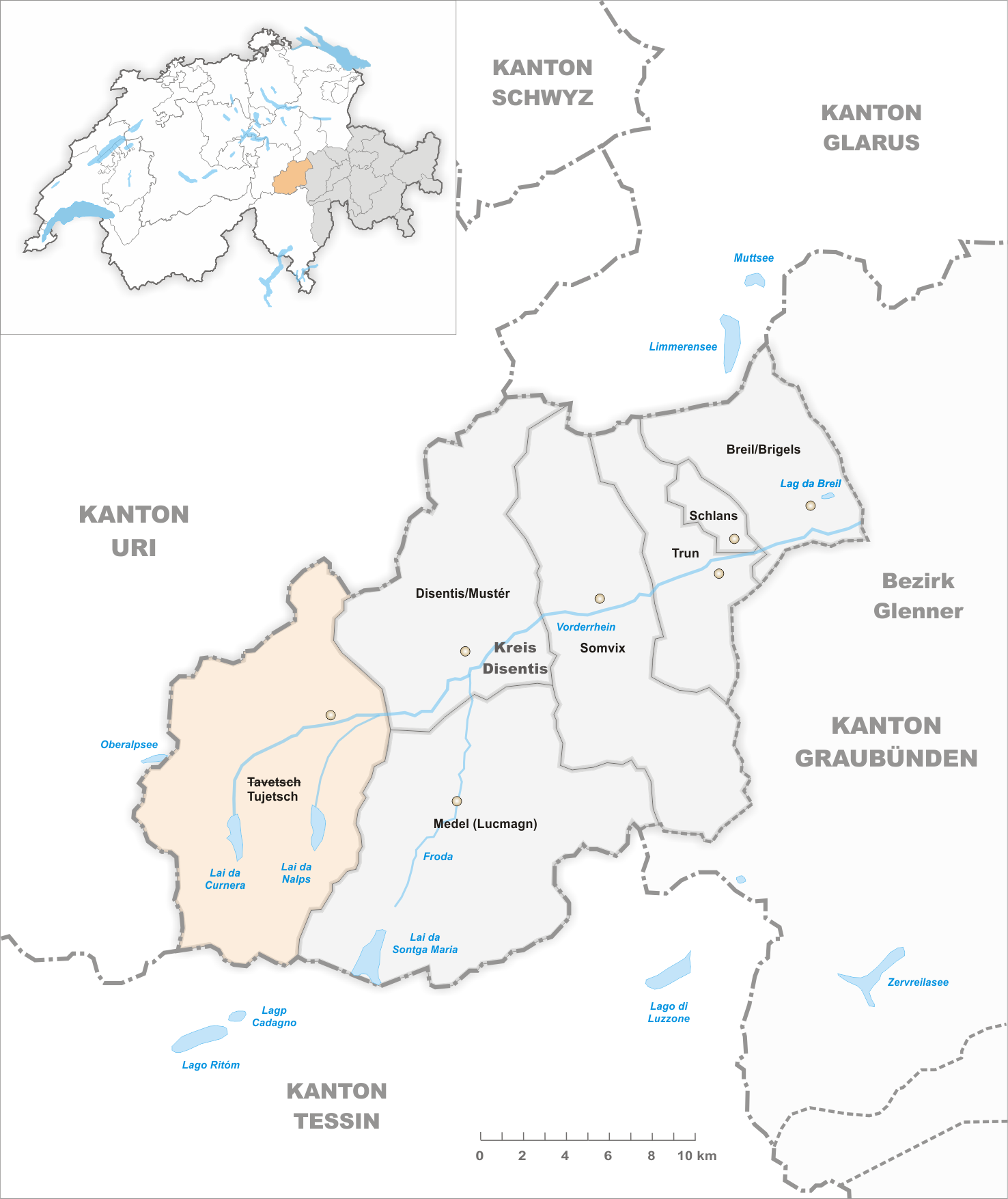
Gemeinden bis 1975
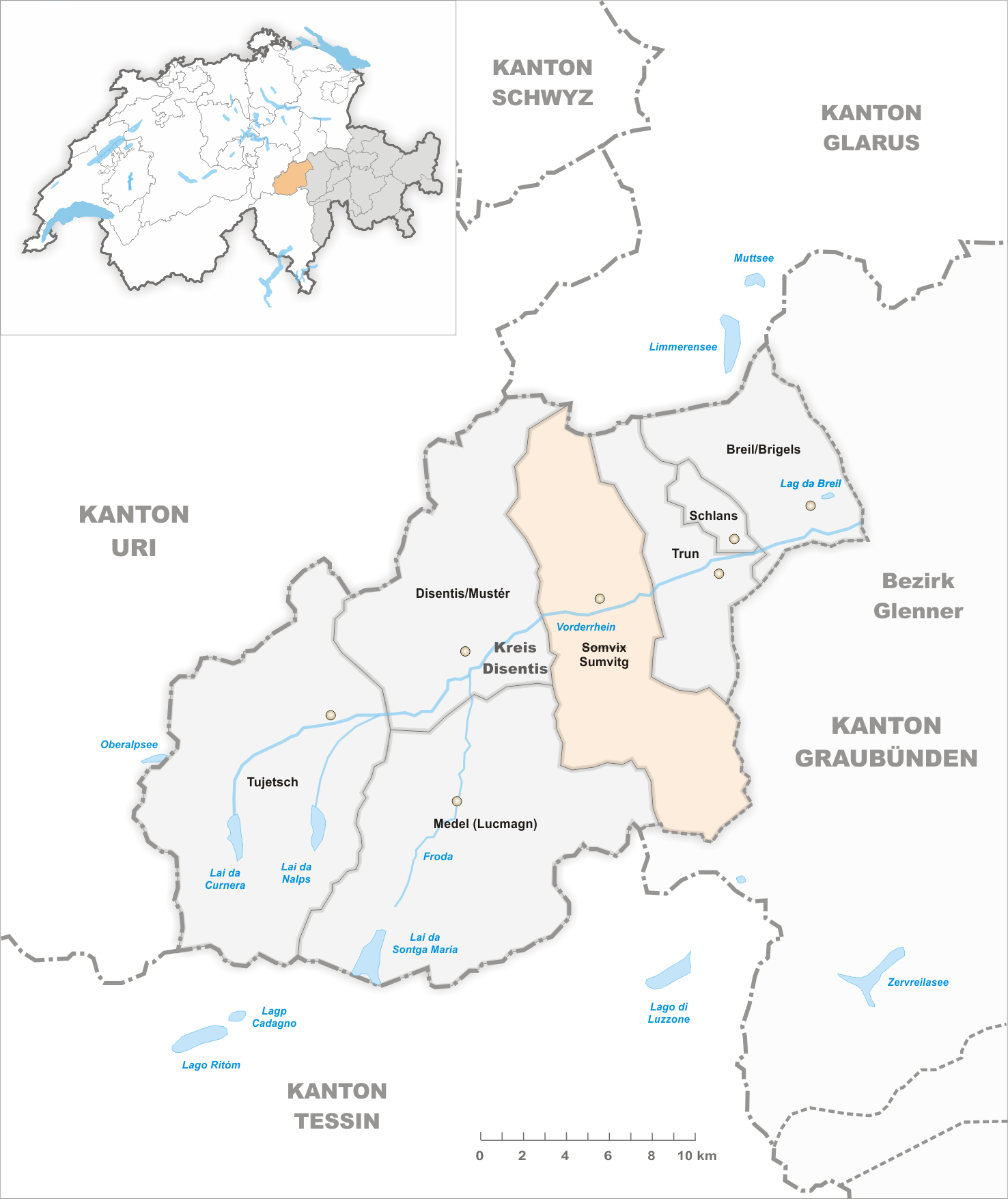
Gemeinden bis 1985
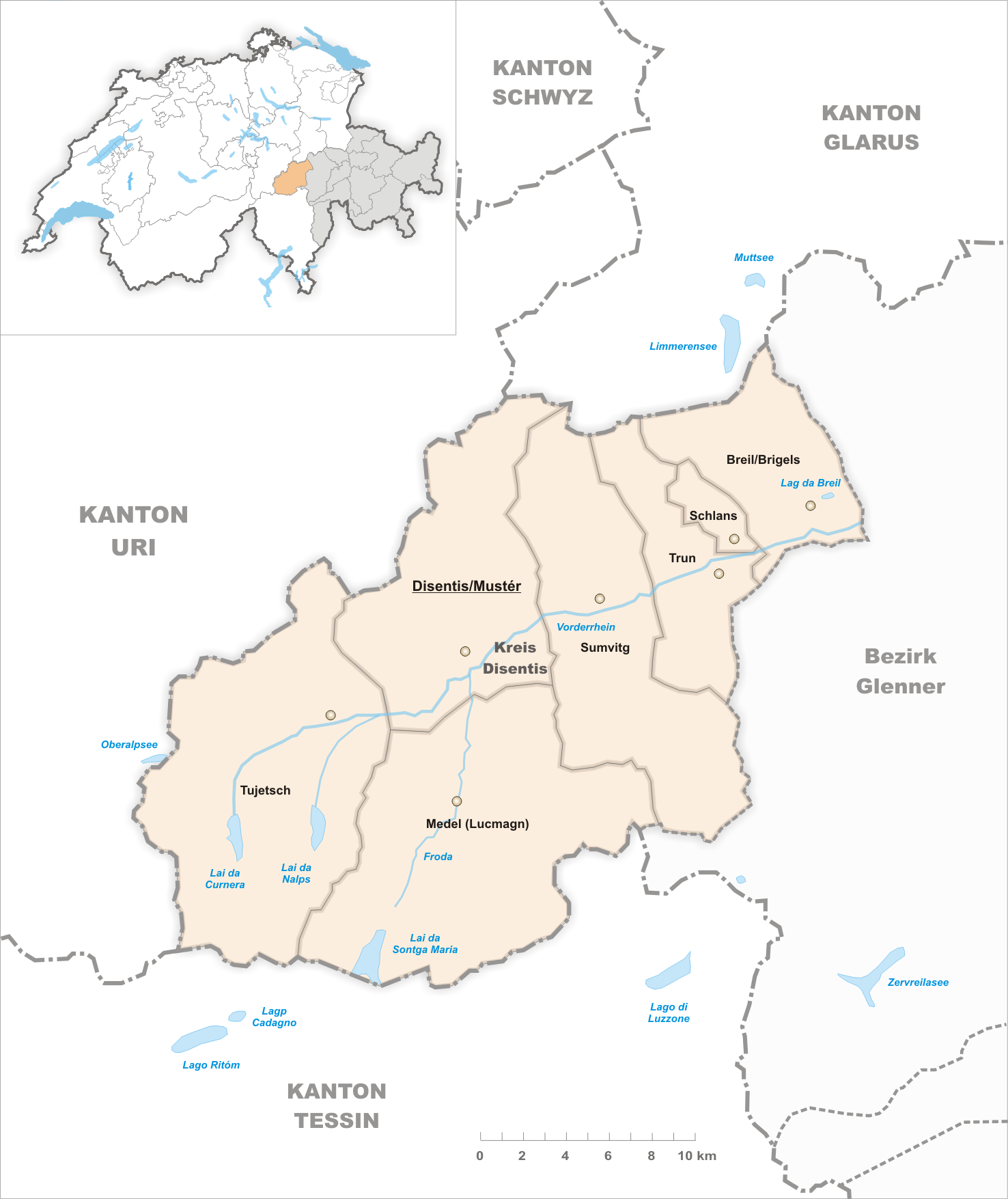
Gemeinden bis 2000

- 1943: Namensänderung von Brigels → Breil/Brigels
- 1943: Namensänderung von Medels im Oberland → Medel (Lucmagn)
- 1943: Namensänderung von Truns → Trun
- 1943: Namensänderung von Disentis → Disentis/Mustèr

- 1963: Namensänderung von Disentis/Mustèr → Disentis/Mustér

- 1976: Namensänderung von Tavetsch → Tujetsch

- 1986: Namensänderung von Somvix → Sumvitg

- 2001: Bezirkswechsel aller Gemeinden vom ehemaligen Bezirk Vorderrhein → Bezirk Surselva

Das Bundesamt für Statistik führte den Bezirk unter der BFS-Nr.: 1814.